# Condado de Lee (Illinois)
El condado de Lee (en inglés: Lee County) es un condado en el estado estadounidense de Illinois. En el censo de 2000 el condado tenía una población de 36 062 habitantes. Forma parte del área micropolitana de Dixon. La sede de condado es Dixon. El condado fue formado el 27 de febrero de 1839 a partir de una porción del condado de Ogle. Fue nombrado en honor a Henry Lee III, el noveno Gobernador de Virginia.

## Geografía
Según la Oficina del Censo, el condado tiene un área total de 1889 km² (729 sq mi), de la cual 1879 km² (725 sq mi) es tierra y 10 km² (4 sq mi) (0,54%) es agua.

### Condados adyacentes
- Condado de Ogle (norte)
- Condado de DeKalb (este)
- Condado de LaSalle (sureste)
- Condado de Bureau (suroeste)
- Condado de Whiteside (oeste)

## Autopistas importantes
- Interestatal 39
- Interestatal 88
- U.S. Route 30
- U.S. Route 51
- U.S. Route 52
- Ruta Estatal de Illinois 2
- Ruta Estatal de Illinois 26
- Ruta Estatal de Illinois 38
- Ruta Estatal de Illinois 251

## Demografía
En el  censo de 2000, hubo 36 062 personas, 13 253 hogares y 9144 familias residiendo en el condado. La densidad poblacional era de 50 personas por milla cuadrada (19/km²). En el 2000 había 14 310 unidades habitacionales en una densidad de 20 por milla cuadrada (8/km²). La demografía del condado era de 92,68% blancos, 4,91% afroamericanos, 0,11% amerindios, 0,56% asiáticos, 0,02% isleños del Pacífico, 0,77% de otras razas y 0,94% de dos o más razas. 3,18% de la población era de origen hispano o latino de cualquier raza. 
La renta promedio para un hogar del condado era de $40 967 y el ingreso promedio para una familia era de $48 730. En 2000 los hombres tenían un ingreso medio de $35 754 versus $22 305 para las mujeres. La renta per cápita para el condado era de $18 650 y el 7,70% de la población estaba bajo el umbral de pobreza nacional.

## Ciudades y pueblos
| - Amboy - Ashton - Binghampton - Compton | - Dixon - Eldena - Franklin Grove - Kingdom | - Harmon - Lee - Lee Center - Nachusa | - Nelson - Paw Paw - Steward - Sublette | - The Burg - Twelvemile Corner - West Brooklyn |